# بهروز احسانی اسلاملو
بهروز احسانی اسلاملو (۱۳۳۴ – ۵ مرداد ۱۴۰۴) فعال سیاسی ایرانی و زندانی سیاسی بود که به اتهام همکاری با سازمان مجاهدین خلق ایران و فعالیت‌هایش علیه جمهوری اسلامی ایران، در آبان ۱۴۰۱ در منزلش دستگیر و محکوم به اعدام شده بود. وی پس از دستگیری در بند ۲۰۹ زندان اوین تحت شکنجه و بازجویی قرار گرفت و پس از ۳ ماه به بند ۴ زندان اوین منتقل شد. در ۷ بهمن ۱۴۰۳ به‌طور ناگهانی او را از بند چهار زندان خارج کردند و به زندان قزل‌حصار منتقل کردند. بهروز احسانی به همراه مهدی حسنی در اواخر شهریور ۱۴۰۳، توسط شعبه ۲۶ دادگاه انقلاب تهران به ریاست قاضی ایمان افشاری به اعدام محکوم شد و روز ۱۸ دی ۱۴۰۳ حکم اعدام این دو زندانی بدون طی مراحل دادگاه تجدیدنظر توسط دیوان عالی کشور به تأیید رسید. به دنبال اعتراضات گسترده بین‌المللی و داخلی حکم آنها برای اعاده دادرسی متوقف شد و از بند امن واحد ۳ زندان قزل‌حصار به واحد ۴ بند زندانیان سیاسی زندان قزل‌حصار منتقل شدند.
بهروز احسانی به همراه مهدی حسنی سحرگاه ۵ مرداد ۱۴۰۴ بدون اطلاع به خانواده و وکلای آنها اعدام شدند.

## زندگی
بهروز احسانی زاده ۱۳۳۴ در ارومیه و ساکن تهران بود. او دیپلمه و دارای شغل آزاد، متأهل و دارای ۲ فرزند بود. وی فعال سیاسی و مخالف جمهوری اسلامی ایران بود. وی حدود یک ماه را در انفرادی گذراند و برای اعتراف علیه خود تحت فشار بود، اما هرگز تن به اعتراف نداد.

## بازداشت، زندان و شکنجه
بهروز احسانی در آبان ۱۴۰۱ و در بحبوحه خیزش سراسری ۱۴۰۱، توسط مأموران حکومت، در منزل خود بازداشت و به بند ۲۰۹ زندان اوین منتقل شد.

## حکم اعدام
بهروز احسانی به بغی، محاربه، افساد فی‌الارض، عضویت در سازمان مجاهدین، جمع‌آوری اطلاعات طبقه‌بندی شده و تبانی علیه امنیت ملی متهم شد. اتهام‌های وارد شده به احسانی اسلاملو سرانجام باعث آن شد که وی توسط ایمان افشاری که ریاست شعبه ۲۶ دادگاه انقلاب را بر عهده دارد به اعدام محکوم شود. این حکم در حالی صادر شد که بهروز احسانی اسلاملو ۲۲ ماه را بدون اعلام جرم در بندهای مختلف زندان اوین به سر برد. چندی پس از صدور حکم اعدام، حکم در دیوان عالی کشور تأیید و به وکیل او اعلام شد.
گروه مشاوران حقوقی دادبان در تحلیل پرونده این زندانی سیاسی نوشته است: «شواهد و مدارک موجود در پرونده اما به‌صراحت نشان می‌دهند، حکم اعدام صادره به استناد اتهام بغی، مبتنی بر پرونده‌سازی و مستندات غیر واقعی صادر شده و شواهد به‌روشنی نشان از غیر مستند بودن حکم صادره دارد.»
طی گذراندن دوران محکومیت، بهروز احسانی اسلاملو در زندان با اعتصاب غذای زندانیان همراهی کرد و در کارزار سه‌شنبه‌های نه به اعدام شرکت داشت. وی در دوران سه سال بازداشت، تحت شکنجه و دوره‌های طولانی انفرادی قرار داشت.
تنها سه هفته پیش از این اعدام‌ها خبرگزاری فارس، وابسته به سپاه پاسداران، اعدام‌های دسته‌جمعی سال ۱۳۶۷ در ایران را تجربه‌ای موفق توصیف کرد و خواستار تکرار آن برای مقابله با مخالفان کنونی حکومت جمهوری اسلامی شد.

### واکنش‌ها به حکم اعدام
صدور و تأیید حکم اعدام این زندانی سیاسی در ایران و جهان به‌شدت مورد اعتراض قرار گرفت:
زندانیان سیاسی زندان اوین در واکنش به انتقال دو زندانی سیاسی مهدی حسنی و بهروز احسانی در جلوی نگهبانی زندان دست به اعتراض زده‌اند.
سازمان عفو بین‌الملل در روزهای ۲۶ دی و ۳ بهمن ۱۴۰۳ با صدور درخواست‌های فوری، خواستار لغو فوری احکام اعدام این دو زندانی شد. در این بیانیه اعلام شده است که این زندانیان، پس از دستگیری تحت شکنجه و سایر بدرفتاری‌ها از جمله سلول انفرادی طولانی مدت قرار گرفته‌اند تا اقرار کنند و محاکمه آنها توسط دادگاه انقلاب در تهران به شدت ناعادلانه بوده است.
در ۷ بهمن ۱۴۰۳ گروهی متشکل از ۲۲۲ کارشناس برجسته بین‌المللی و سازمان‌های غیردولتی با ارسال نامه‌ای فوری به فولکر تورک، کمیسر عالی حقوق بشر سازمان ملل، خواستار مداخله فوری او برای جلوگیری از اعدام بهروز احسانی و مهدی حسنی زندانیان سیاسی ایرانی شدند.
در ۲ آوریل ۲۰۲۵ پارلمان اروپا طی قطعنامه‌ای دربارهٔ موج اعدام‌ها در ایران و تأیید احکام اعدام فعالان بهروز احسانی و مهدی حسنی تصمیم دیوان عالی حکومت ایران را که در شرایط غیرانسانی بازداشت و در محاکمات ناعادلانه محکوم شده‌اند، محکوم کرد.
نامه فوری بیش از ۱۵۰ شخصیت سیاسی و بین‌المللی به ولکر تورک، کمیسر عالی حقوق‌بشر سازمان ملل: «ما به‌طور فوری خواستار مداخله شما برای نجات بهروز احسانی، ۶۹ساله، و مهدی حسنی، ۴۸ساله، زندانیان سیاسی ایرانی که با خطر اعدام قریب‌الوقوع مواجه هستند، می‌باشیم. احکام اعدام آنان در تاریخ ۷ ژانویه ۲۰۲۵ توسط دیوان عالی ایران تأیید شد؛ این تأییدیه پس از محاکمه‌ای ناعادلانه به اتهاماتی مرتبط با فعالیت‌های سیاسی آنان صادر شد.»
شورای ملی مقاومت ایران ۸ بهمن ۱۴۰۳ طی بیانیه‌ای گفت، بهروز احسانی و مهدی حسنی بدون اطلاع قبلی روز یکشنبه از زندان اوین در تهران به زندان قزل‌حصار کرج در خارج از پایتخت ، منتقل شدند. به گفته این شورا و عفو بین‌الملل، شش زندانی سیاسی دیگر که به عضویت مجاهدین خلق محکوم شده‌اند نیز در معرض خطر اعدام هستند.

## پیام‌های بهروز احسانی
وی پس از صدور حکم اعدام از زندان اوین پیامی فرستاد که «در دوره بازجویی گفته بودم… بر سر جانم آن هم در سن ۷۰ سالگی با کسی چانه نمی‌زنم… آماده‌ام تا جان ناچیزم فدیه راه رهایی مردم ایران باشد.»
بهروز در سالگرد دوم خیزش سراسری ۱۴۰۱ در پیامی یاد کشته شدگان را گرامی داشت:
بر روان پاک بیش از ۷۰۰شهید آن قیام بزرگ درود می‌فرستم و سر تعظیم فرود می‌آورم. این رژیم خون‌ریز از سرکوب و اعدام تغذیه می‌کند. گذشته از زندانیان سیاسی روزانه از زندانیان عادی نیز سرهایی بر دار می‌رود که منشأ جرایم و اتهامات آنها همین رژیم است و قربانیان بی‌دفاع همین نظام و همین شرایط اند. ما سی‌وچهارمین هفته اعتصاب غذای کارزار سه‌شنبه‌های نه به اعدام را همراه با ۲۱ زندان دیگر در سراسر کشور پشت سر گذاشته‌ایم. و تا روزی که سرها بالای دار می‌رود به اعتصاب سه‌شنبه‌ها ادامه خواهیم داد.
بهروز نوشته بود: «به هموطنان ایرانی‌ام، به سازمان‌های بین‌المللی، و به نهادهای حقوق بشری: امروز علیه اعدام‌ها در ایران اقدام کنید، زیرا، فردا دیر خواهد بود. مردمی که به دنبال آزادی و یک جمهوری دموکراتیک هستند، سزاوار اعدام نیستند.»

## اعدام
در سحرگاه ۵ مرداد ۱۴۰۴ بهروز احسانی به همراه مهدی حسنی اعدام شدند. این اعدام‌ها بدون اطلاع وکلا و خانواده این زندانیان سیاسی صورت گرفته است. احکام آنها پس از محاکمه‌ای پنج دقیقه‌ای صادر شده بود که در طول آن اجازه دفاع از خود را نداشتند. آن‌ها به مدت دو سال از دسترسی به وکلای خود محروم بودند. حکومت ایران از تحویل اجساد احسانی و حسنی به خانواده‌های شان خودداری کرد.

### واکنش‌ها به اعدام
کمیسیون بین‌المللی مبارزه با مجازات اعدام یا کمیسیون (ICDP) در ۲۹ ژوئیه ۲۰۲۵ طی بیانیه‌ای از تشدید استفاده از مجازات اعدام در ایران، از جمله با اتهامات با انگیزه سیاسی اظهار نگرانی کرد. ناوی پیلای، رئیس این کمیسیون با اشاره به اعدام بهروز احسانی و مهدی حسنی گفت: «در ۲۷ ژوئیه، گزارش‌های رسیده به کمیسیون بین‌المللی مبارزه با مجازات اعدام حاکی از آن است که اعدام دو مرد، بهروز احسانی و مهدی حسنی، به‌طور مخفیانه و با چوبه دار انجام شده است… گزارش شده است که آنها شکنجه شده و برای مدت طولانی در بازداشت انفرادی به سر برده‌اند، تقریباً دو سال از دسترسی به وکلای خود محروم بودند… در یک محاکمه کوتاه با عدم اجازه دفاع از خود مواجه بودند. اعدام آنها بدون اطلاع قبلی انجام شد و خانواده‌هایشان را از آخرین ملاقات محروم کرد… گزارش شده است که آقای احسانی و آقای حسنی، از داخل زندان، به مدت ۱۸ ماه هر سه‌شنبه در چارچوب کارزار سه‌شنبه‌های نه به اعدام با اعتصاب غذا به مجازات اعدام اعتراض کرده بودند.»
یک روز پس از اعدام بهروز احسانی و مهدی حسنی، سازمان ملل متحد از ایران خواست به مجازات اعدام پایان دهد و دربارهٔ «افزایش نگران‌کننده اعدام‌ها» هشدار داد. در بیانیه فولکر تورک، کمیسر عالی حقوق بشر سازمان ملل متحد، آمده است: «گزارش‌هایی مبنی بر اعدام صدها نفر در ایران در سال جاری به‌وضوح نشان‌دهنده وخامت شدید اوضاع و نیاز فوری به توقف استفاده از مجازات اعدام است.» فولکر تورک گفت که بررسی‌ها نشان داده است که روند قضائی در بسیاری از موارد پشت درهای بسته برگزار شده و ضوابط دادرسی عادلانه و ضمانت‌های قانونی رعایت نشده است.
کریستین بکرل، معاون مدیر منطقه‌ای خاورمیانه و شمال آفریقا در سازمان عفو بین‌الملل، در واکنش به اعدام‌های خودسرانه مخالفان سیاسی شکنجه‌شده، بهروز احسانی، ۶۹ ساله، و مهدی حسنی، ۴۸ ساله، که مخفیانه در زندان قزل حصار کرج، در ۲۷ ژوئیه انجام شد، گفت: «بهروز احسانی و مهدی حسنی در بحبوحه بحران وحشتناک اعدام در ایران که منجر به اعدام نزدیک به ۷۰۰ نفر در سال جاری شده است، خودسرانه اعدام شدند. بهروز احسانی و مهدی حسنی به مدت ۱۸ ماه، هر سه‌شنبه در اعتراض به مجازات اعدام، در چارچوب کمپین «سه‌شنبه‌های نه به اعدام»، دست به اعتصاب غذا زده بودند. اعدام آنها نشان‌دهنده استفادهٔ بی‌رحمانهٔ مقامات از مجازات اعدام به عنوان ابزاری برای سرکوب سیاسی در مواقع بحران ملی برای سرکوب مخالفان و گسترش ترس در میان مردم است.»
مریم رجوی، رئیس‌جمهور منتخب شورای ملی مقاومت ایران، اعدام بهروز احسانی و مهدی حسنی را محکوم کرد و سخنان پایانی بهروز احسانی را نقل کرد: «ما هرگز - تحت هیچ شرایطی - تسلیم این رژیم خونخوار و جنایتکار نخواهیم شد. هرگز تسلیم تحقیر نخواهیم شد.» وی گفت: این وحشیگری تنها خشم و نفرت مردم ایران را شعله‌ورتر می‌کند و عزم جوانان شجاع ایران را برای پایان دادن به استبداد مذهبی دوچندان می‌کند. رجوی از سازمان ملل و تمامی کشورهای عضو آن خواست تا «اقدامات قاطعی علیه این جنایت وحشیانه انجام دهند و افزود: «زمان آن فرا رسیده که تصمیمات ملموس و مؤثری علیه این رژیم اعدام و شکنجه اتخاذ شود.»
سازمان مجاهدین خلق ایران، اعدام بهروز احسانی و مهدی حسنی را «جنایتی وحشیانه» خواند و محکوم کرد.